# Barbara Klinec
Pour les articles homonymes, voir Klinec.
Barbara Klinec est une sauteuse à ski slovène, née le 24 août 1994. Elle est membre du club « SSK Alpina Ziri ».

## Carrière sportive
En 2008, elle fait ses débuts internationaux dans l'élite du saut à ski féminin à l'époque, la Coupe continentale.
En 2009, elle participe à la fois aux Championnats du monde junior et aux Championnats du monde sénior, à Liberec, où elle est 34e.
Lors de la saison 2012-2013, elle fait ses débuts dans la Coupe du monde à Ljubno, se classant vingtième.

## Famille
Sa sœur Ema est aussi une sauteuse à ski de haut niveau.

## Palmarès

### Championnats du monde
| Épreuve / Édition | Liberec 2009 |
| Individuel        | 34e          |

### Coupe du monde
- Meilleur classement général : 48e en 2013.
- Meilleur résultat individuel : 20e.

#### Classements généraux annuels
| Année | Rang |
| 2013  | 48e  |

### Championnat du monde junior
- Championnats du monde junior 2014 : 
  -  Médaille d'argent au concours par équipes.